# Нанси Теър
Нанси Теър (на английски: Nancy Thayer) е американска писателка на произведения в жанра драма и любовен роман.

## Биография и творчество
Нанси Теър е родена на 14 декември 1943 г. в Емпория, Канзас, САЩ, в семейството на Джейн и Майкъл Патън. По-голямата от двете им дъщери. Получава бакалавърска и магистърска степен по английска филология от Университета на Мисури в Канзас Сити. След дипломирането си преподава английски в различни колежи и пътува, живеейки в Париж, Амстердам и Хелзинки.
През 1964 г. се омъжва за Теър, професор по психология, 16 години по-възрастен от нея. Развеждат се през 1980 г. Има две деца от първия си брак – Джошуа Теър и Саманта Уайлд, която също става писателка.
Първият ѝ роман „Stepping“ (Стъпка) е издаден през 1980 г. Започва го през 1978 г. и е история за за жена с любовник, съпруг професор, и две дъщери, и нейната борба за по-смислен живот в къща без никакви забавни медии като телевизия, радио или плейър. По това време и в живота на писателката настъпват промени и предстоящ развод. Книгата е превърната в драматичен радиосериал от от 13 части за Радио BBC.
През 1984 г. се омъжва за втория си съпруг Чарлз Уолтърс, собственик на музикален магазин, с когото се преместват да живеят в Нантакет.
През 1997 г. романът ѝ „Spirit Lost“ (Изгубен дух) е екранизиран в едноименния филм с участието на Джеймс Ейвъри, Дийкън Доусън и Ивон Ериксън.
Първият ѝ роман „Хот Флаш клуб“ от едноименната поредица е издаден през 2003 г. Няколко жени на петдесет и шейсет години се срещат случайно и се обединяват, за да сформират „Хот Флаш клуб“, като едно намигване към възрастта си и менопаузата, но и с цел да си помогнат взаимно през мъките на живота, любовта и кариерата.
В книгите си разглежда темите за загадките и романтиката в семейството, социалните връзки и хумористичните приключения на остаряването.
Нанси Теър живее със семейството си в Нантакет, Масачузетс. Съосновател е на организацията „Приятели на Нантакет Атенеум“ и подпомага местната библиотека.

## Произведения

### Самостоятелни романи
- Stepping (1980)
- Three Woman at the Water's Edge (1981)
- Bodies and Souls (1983)
- Nell (1985)
- Morning (1988)
- Spirit Lost (1988)
- My Dearest Friend (1989)
- Everlasting (1991)
- Family Secrets (1993)
- Belonging (1995)
- An Act of Love (1997)
- Between Husbands and Friends (1999)
- Custody (2001)
- Moon Shell Beach (2008)
- Summer House (2009)
- Beachcombers (2010)
- Heat Wave (2011)
- Summer Breeze (2012)
- Island Girls (2013)
- A Nantucket Christmas (2013)
Изненади по Коледа, изд.: ИК „Прозорец“, София (2013), прев. Ирина Манушева
- Nantucket Sisters (2014)
- An Island Christmas (2014)
- The Guest Cottage (2015)
- The Island House (2016)
- Secrets in Summer (2017)
- A Nantucket Wedding (2018)
- Surfside Sisters (2019)
- Let It Snow (2019)
- Girls of Summer (2020)
- Family Reunion (2021)

### Серия „Хот Флаш клуб“ (Hot Flash Club)
1. The Hot Flash Club (2003)
2. The Hot Flash Club Strikes Again (2004)
3. Hot Flash Holidays (2005)
4. The Hot Flash Club Chills Out (2006)

### Екранизации
- 1997 Spirit Lost